# Cruiser

Gif animata mostrante un cruiser

I cruiser sono una varietà di skateboard più adatto al trasporto su strada ma meno versato sui tricks. Eseguire alcune semplici acrobazie rimane comunque fattibile.

## Tavola (Deck)
Generalmente un cruiser è più piccolo rispetto ad un normale skateboard: più corto e piatto (senza concave), tuttavia esistono versioni fat che sono di dimensioni sopra la media.
Il tail è rialzato, mentre il nose è piatto ed appuntito.
La tavola potrebbe essere in legno o plastica. L'uso della plastica offre possibilità grafiche maggiori e più accattivanti, essendo priva del griptape (al posto del quale si usa stampare una trama/reticolo detto waffle grip, sebbene con prestazioni di aderenza inferiori a quelle dei comuni griptape). L'uso del legno permette di incollare il nastro antiscivolo, con conseguente maggiore stabilità.

## Ruote
Le ruote usate sono in media attorno ai 60mm e più soffici di quelle normali, oltre che più larghe, il che rende possibile superare ostacoli sui quali uno skateboard avrebbe difficoltà come sassolini o crepe.

## Penny Board
Un tipo particolare di cruiser sono i Penny board, un marchio registrato australiano, che ha avuto il merito di rivitalizzare la categoria.